# HD 416
HD416 є подвійною зорею, що знаходиться  у сузір'ї Андромеди. Дана подвійна система має видиму зоряну величину в смузі V приблизно 8.8.

## Подвійна зоря
Головна зоря цієї системи належить до хімічно пекулярних зір й має
спектральний клас A5.
Інша компонента має  спектральний клас F0.